# Base de l'île Macquarie
La base de l'île Macquarie (Macquarie Island Station en anglais), connue sous le nom de Macca par son personnel, est une base subantarctique permanente de recherche australienne, située sur l'île Macquarie, à mi-chemin entre l'Australie et l'Antarctique. La base est située au pied de Wireless Hill, entre deux baies, sur l'isthme à l'extrémité nord de l'île.
La base a été ouverte en 1911 lorsque Douglas Mawson a établi une station pour relayer les messages radio de l'Antarctique à Hobart dans le cadre de l'expédition antarctique australasienne (1911-1914). Depuis 1948, l’Australian National Antarctic Research Expeditions utilise la base à des fins scientifiques. Elle est maintenant gérée par le Département australien de l'Antarctique. La recherche scientifique sur l'île se concentre autour de la biologie, les sciences de la terre, la météorologie et l'impact humain sur l'environnement. Les oiseaux de l'île Macquarie se reproduisent sur l'île et la gestion de la faune et le comptage des animaux est au centre d'un certain nombre de projets de recherche.
La station de radiocommunication a pour indicatif « VJM » et dispose d'un programme de radio Haute fréquence de nuit sur 3 023 kHz , (l'heure varie sur l'île selon les saisons et les préférences du personnel). Les communications avec l'Australie sont faites grâce à l'ANARESAT qui utilise le satellite Intelsat de l'océan Pacifique. Les satellites Inmarsat et Iridium sont utilisés comme sécurité. Un réseau de répéteurs radio VHF est utilisé avec des émetteurs de poche par les randonneurs sur l'île. La base dispose d'un réseau de protocole Internet pour PC et d'équipements locaux VoIP.